# خربة سلم
خربة سلم هي إحدى القرى اللبنانية من قرى قضاء بنت جبيل في محافظة النبطية.
تبعد عن بيروت 104 km.
تبعد خربة سلم 104 كلم (64.6256 مي) عن بيروت عاصمة لبنان. ترتفع 630 م (2067.03 قدم - 688.968 يارد) عن سطح البحر وتمتد على مساحة 379 هكتاراً (3.79 كلم²- 1.46294 مي²).

## علماء وشعراء خربة سلم
- حسين بن علي نور الدين: ولد عام 1896 في بلدة خربة سلم، وتوفي عام 1987، تعلّم في قريته وثقّف نفسه وكان شاعرا مجيدا.[3]
- الشيخ محمد خليل دبوق: توفي عام 1317 هـ في قريته خربة سلم، كان عالما فاضلا وشاعرا أديبا وزاهدا صالحا، وكان شريكا في الدرس مع السيد محسن الامين في مدرسة الشيخ موسى شرارة في بنت جبيل، سافر إلى النجف للدرس وعاد منها عام 1308 هـ.[4]

محي الدين عبد الناصر شعبان

## وصلات خارجية
- الموقع الرسمي للبلدة
- معلومات عن البلدة على موقع لوكاليبان